# تأثير باتش
في علم الأحياء الجزيئي، يحدث تأثير باتش (بالانجليزية:Batch effect) عندما تسبب العوامل غير البيولوجية في التجربة تغييرات في البيانات التي تنتجها التجربة.  يمكن أن تؤدي هذه التأثيرات إلى استنتاجات غير دقيقة عندما ترتبط أسبابها بواحدة أو أكثر من النتائج المهمة في التجربة.  وهي شائعة في العديد من أنواع تجارب التسلسل عالية الإنتاجية، بما في ذلك تلك التي تتضمن المصفوفات الدقيقة (microarrays)، ومقاييس الطيف الكتلي، وبيانات تسلسل الحمض النووي الريبي أحادية الخلية. تتم مناقشتها بشكل شائع في سياق علم الجينوم وأبحاث التسلسل عالية الإنتاجية، ولكنها موجودة في مجالات أخرى من العلوم أيضًا.

## تعريفات
تم اقتراح تعريفات متعددة لمصطلح "تأثر باتش" في علم الادب والتأليف. لازار (Lazar) وآخرون (2013) لاحظ أن "تقديم تعريف كامل لا لبس فيه لما يسمى بتأثير باتش يعد مهمة صعبة، لا سيما لأن أصولها والطريقة التي تظهر بها في البيانات غير معروفة تمامًا أو غير مسجلة."  بالتركيز على تجارب المصفوفة الدقيقة، اقترحوا تعريفًا جديدًا يعتمد على العديد من التجارب السابقة: "[T] يمثل تأثير باتش الاختلافات التقنية المنهجية عند معالجة العينات وقياسها على دفعات مختلفة والتي لا علاقة لها بأي تباين بيولوجي تم تسجيله خلال تجربة [MAGE [microarray gene expression.

## الأسباب
تم تحديد العديد من العوامل المتغيرة المحتملة كأسباب لتأثيرات باتش، بما في ذلك ما يلي:
- ظروف المختبر.[1]
- اختيار دفعة أو دفعة الكاشف.[1][4]
- الفروق في الموظفين.[1]
- الوقت من اليوم الذي أجريت فيه التجربة.[4]
- مستويات الأوزون في الغلاف الجوي.[4]
- الأدوات المستخدمة لإجراء التجربة.

## تصحيح
تم تطوير تقنيات إحصائية مختلفة لمحاولة تصحيح تأثيرات باتش في التجارب عالية الإنتاجية. هذه التقنيات مخصصة للاستخدام خلال مراحل التصميم التجريبي وتحليل البيانات. لقد ركزوا تاريخيًا في الغالب على تجارب الجينوم، ولم يبدأوا إلا مؤخرًا في التوسع في مجالات علمية أخرى مثل البروتينات. إحدى المشكلات المرتبطة بهذه التقنيات هي أنها قد تزيل عن غير قصد التنوع البيولوجي الفعلي.  تتضمن بعض التقنيات التي تم استخدامها لاكتشاف و/أو تصحيح تأثيرات الدُفعات ما يلي:
بالنسبة لبيانات المصفوفة الدقيقة (microarrays) تم استخدام نماذج مختلطة خطية، مع تضمين عوامل التباس (confounding) في اعتراضات عشوائية.
- في عام 2007 ، جونسون ( Johnson) وآخرون اقترح تقنية empirical Bayesian التجريبية لتصحيح تأثيرات باتش.  يمثل هذا النهج تحسنًا مقارنة بالطرق السابقة من حيث أنه يمكن استخدامه بشكل فعال مع أحجام دفعات صغيرة.[4]
- في عام 2012 ، تم تقديم حزمة برامج sva،  يتضمن وظائف متعددة لضبط تأثيرات الباتش، بما في ذلك استخدام تقدير متغير بديل والذي سبق أن ثبت أنه يحسن التكاثر ويقلل الاعتماد في التجارب عالية الإنتاجية.
- Haghverdi اقترح (2018) تقنية مصممة لبيانات تسلسل الحمض النووي الريبي أحادية الخلية، بناءً على اكتشاف أقرب الجيران المتبادلين في البيانات.[2]
- بابيز (Papiez) وآخرون (2019) اقترح خوارزمية برمجة ديناميكية لتحديد تأثيرات الدُفعات ذات القيمة غير المعروفة في البيانات عالية الإنتاجية.[8]